# Біла (Курська область)
Біла (рос. Белая) — слобода, районний центр Біловського району Курської області Російської Федерації.
Населення становить 2598 осіб. Входить до складу муніципального утворення Біловська сільрада.

## Історія
Населений пункт розташований на території українського етнічного та культурного краю Східна Слобожанщина.
Від 2004 року входить до складу муніципального утворення Біловська сільрада.

## Населення
| 1939 | 1959  | 1970  | 1979  | 1989  | 2002  | 2010  |
| ---- | ----- | ----- | ----- | ----- | ----- | ----- |
| 4264 | ↘3146 | ↗3247 | ↘3015 | ↗3278 | ↘2875 | ↘2598 |